# Piccadilly

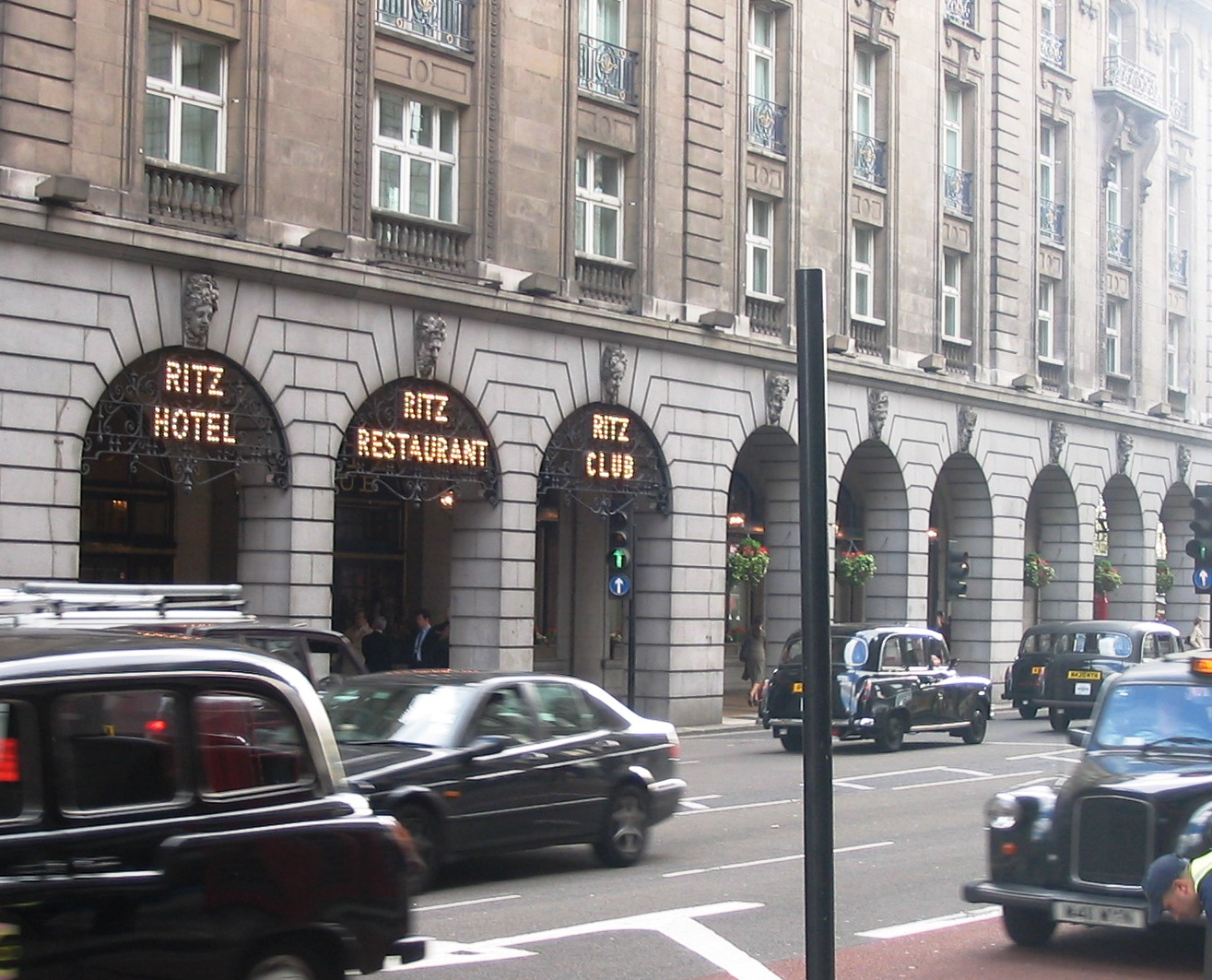
Das Hotel Ritz vom Piccadilly aus gesehen

Die Londoner Straße Piccadilly befindet sich im Stadtbezirk City of Westminster und gehört zu den bekanntesten Straßen der Stadt. Sie erstreckt sich über 1,3 km vom Piccadilly Circus (51° 30′ 36″ N, 0° 8′ 4″ W) im Nordosten bis Hyde Park Corner (51° 30′ 9″ N, 0° 9′ 3″ W) im Südwesten. Sie bildet die Grenze zwischen dem Stadtteil Mayfair im Norden und St. James’s Park sowie dem Green Park im Süden. Die Nummerierung läuft an der Nordseite von Ost (Hausnummer 1, Nähe Piccadilly Circus) nach West (149, Nähe Hyde Park Corner). Sie setzt sich an der Südseite umgekehrt von West nach Ost fort: von Hausnummer 150 (das Ritz Hotel, unmittelbar östlich des Green Park) bis 230 (gegenüber Piccadilly Circus).

## Sehenswürdigkeiten

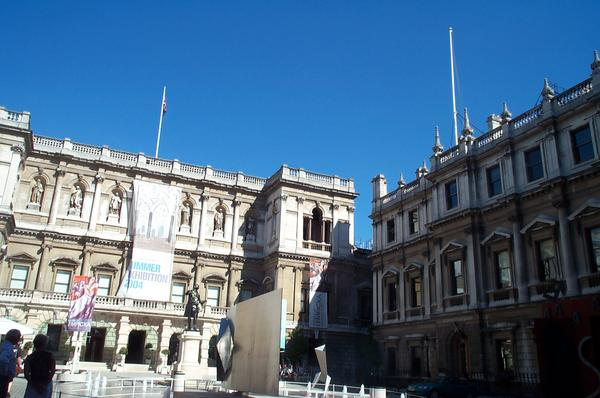
Die Royal Academy im Sommer 2004

Das vor allem auf Lebensmittel spezialisierte Geschäft Fortnum & Mason (Hausnummer 181) wurde im Jahr 1707 von William Fortnum und Hugh Mason gegründet. Es gilt heute als eines der luxuriösesten Kaufhäuser in der Stadt.
Das im Jahr 1906 eröffnete Ritz Hotel (Hausnummer 150) gilt als eines der renommiertesten Luxus-Hotels der Welt. Die neoklassizistische Architektur wurde an die Gestaltung der Häuser an der Pariser Rue de Rivoli angelehnt; der Entwurf entstammt den Architekten Arthur Davis und Charles Mewès sowie dem Ingenieur Sven Bylander. Es war das erste Hotel des Landes mit einem eigenen Badezimmer bei jedem Hotelzimmer.
Cambridge House, No 94, ist ein ehemaliges Stadtpalais im palladianischen Stil aus dem 18. Jahrhundert.
Die Royal Academy of Arts (Hausnummer 50–52) befindet sich seit dem Jahr 1868 im Burlington House an der Piccadilly.

## Verkehr
Entlang der Straße fahren zahlreiche Buslinien, darunter die Linien 9, 14, 19, 22 und 38 (Stand: August 2005). Die Piccadilly Line der London Underground fährt unter der Straße und erschließt sie mit den Stationen Piccadilly Circus, Green Park und Hyde Park Corner.

## Name

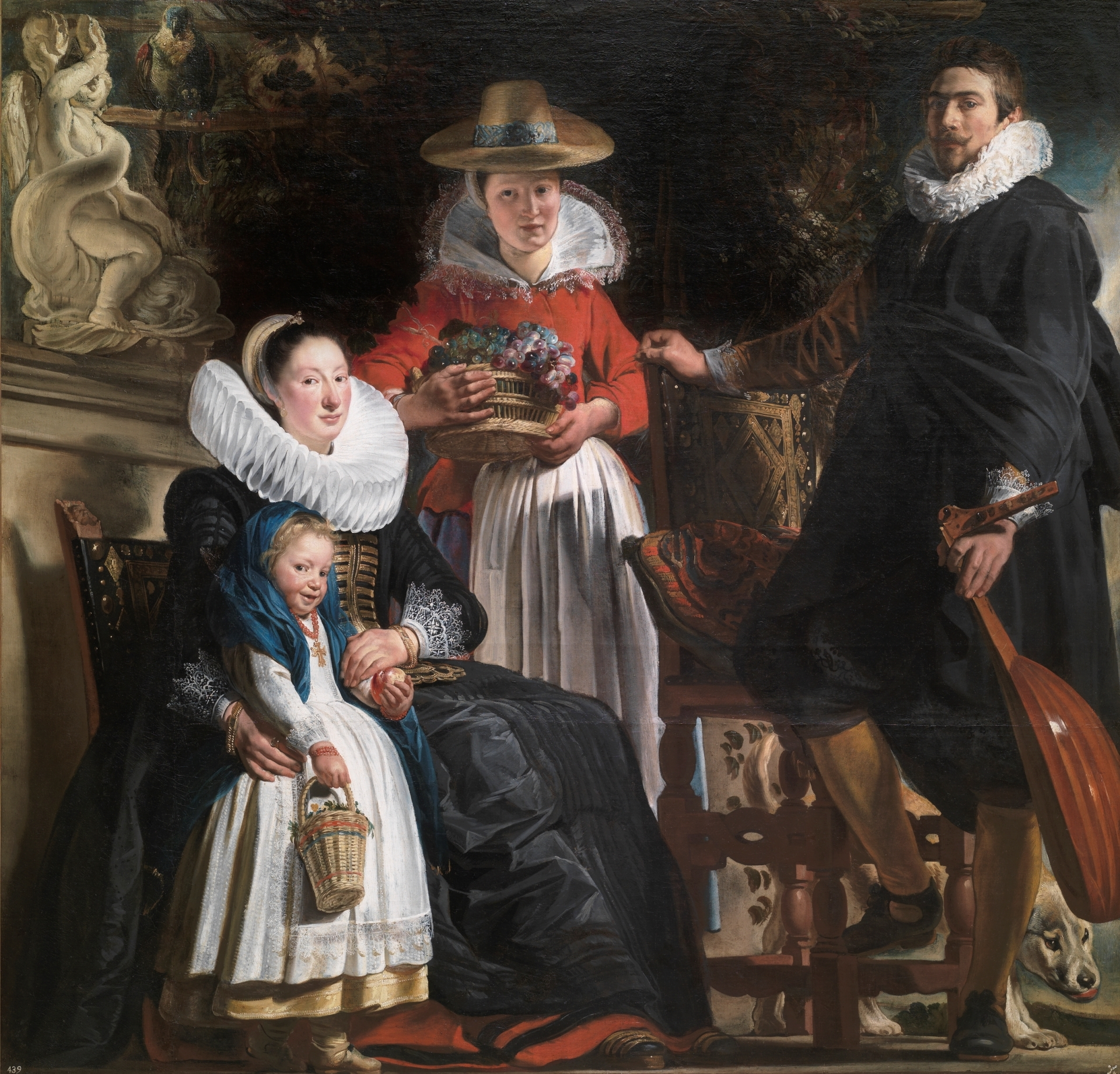
17. Jahrhundert. Die Dame links und der Herr rechts tragen typische piccadills.

Der Name der Straße stammt von dem Schneider Robert Baker, der am Ende des 16. Jahrhunderts und am Anfang des 17. Jahrhunderts die seinerzeit gefragten, als piccadills bezeichneten Kleidungsstücke, hohe, steife mäanderförmig gelegte Halskrausen mit Spitzen (aus dem Spanischen picadillo) an den Rändern, herstellte. Er baute um das Jahr 1612 im Westen der Stadt das Haus, welches bald als Piccadilly Hall bezeichnet wurde.

## Sonstiges
Im Jahr 1929 drehte der Regisseur Ewald André Dupont den Film Piccadilly – Nachtwelt mit Gilda Gray und Anna May Wong. Das Hotel Ritz an der Piccadilly ist aus einigen anderen Filmen wie Notting Hill aus dem Jahr 1999 mit Julia Roberts und Hugh Grant bekannt.
Koordinaten: 51° 30′ 25″ N, 0° 8′ 32″ W